# 苏瓦永
苏瓦永（法語：Soyons，法語發音：[swajɔ̃] ⓘ）是法国阿尔代什省的一个市镇，属于罗讷河畔图尔农区。

## 地理
苏瓦永（44°53'21"N, 4°51'1"E）面积7.9 平方千米，位于法国奥弗涅-罗讷-阿尔卑斯大区阿尔代什省，该省份为法国东南部内陆省份，北起顺时针与卢瓦尔省、伊泽尔省、德龙省、沃克吕兹省、加尔省、洛泽尔省和上盧瓦爾省接壤。
与苏瓦永接壤的市镇（或旧市镇、城区）包括：罗讷河畔沙尔姆、吉耶朗-格朗日、图洛、罗讷河畔埃图瓦勒、波特莱瓦朗斯、瓦朗斯。

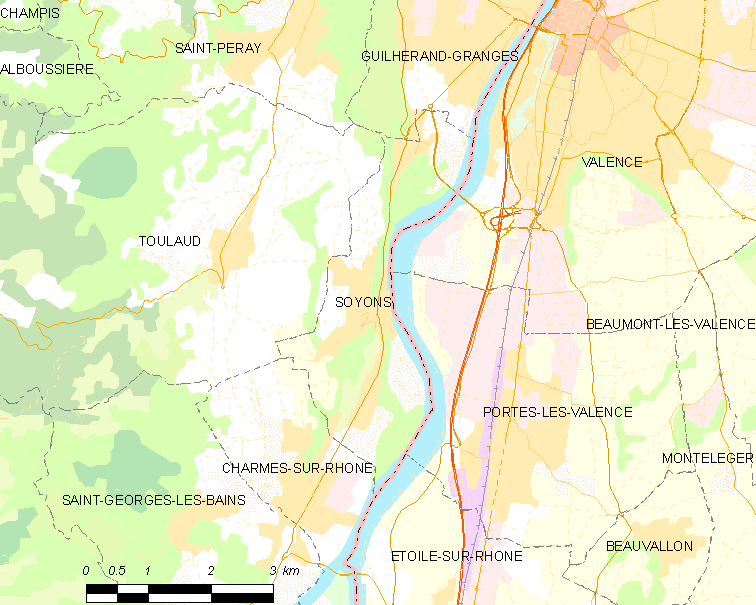
苏瓦永的OSM定位图

苏瓦永的时区为UTC+01:00、UTC+02:00（夏令时）。

## 行政
苏瓦永的邮政编码为07130，INSEE市镇编码为07316。

## 政治
苏瓦永所属的省级选区为罗讷-埃里约县。

## 人口

1962-2008年间苏瓦永人口变化图示

苏瓦永于2022年1月1日时的人口数量为2298人。